# Addisonia excentrica
Addisonia excentrica är en snäckart som först beskrevs av Tiberi 1857.  Addisonia excentrica ingår i släktet Addisonia och familjen Addisoniidae. Inga underarter finns listade i Catalogue of Life.